# 回车书院
回车书院是清朝一所官民共建的儒家书院，又名“圣庙”，位于湖北黄冈麻城市夫子河镇土库村方家畈。该书院始建于乾隆五十八年（1793年），由时任黄冈籍知府陶国幹与麻城籍垣曲知县程琮以及黄冈、麻城两县的绅耆土商等社会贤达共同创办。乾隆六十年（1796年），该书院竣工，咸丰元年（1851年）遭到毁坏而停办，后得到重修。
文革期间，回车书院的主体建筑遭到红卫兵的破坏，但遗址尚存。历经数次修建与毁坏后，2016年，麻城市人民政府启动回车书院文化体验区筹建项目，它是麻城市夫子河镇田园综合体项目的子项目。

## 名称由来
回车书院始建于1793年，1796年建成，民间称“圣庙”。它的旧址位于今麻城市夫子河镇土库村与武汉市新洲区沙河村交界处，处于麻城至黄州府的驿道旁。相传孔子游学麻城在此回车，故名。明代天顺年间，夫子河官员周旻、周㫤、周晟三兄弟从山东曲阜奉回孔子圣像，供奉于当地象棋山寺——龙泉寺内，这就是夫子河圣庙的雏形。1793年，黄冈籍在任知府陶国干捐地基五亩并捐银两若干，与麻城籍在山西垣曲任知县的望花山人程琮及黄冈、麻城两县绅耆、土商等社会贤达等，在夫子河与沙河（今属武汉市新洲区）交界处的麻城一侧（今属麻城市夫子河镇土库村）建造了一座书院，并且根据孔夫子在夫子河回车的传说，取名“回车书院”。陶国干和程琮从象棋山移请孔子圣像至书院，回车书院由此诞生。

## 历史沿革
回车书院建于1793年，由黄冈、麻城两县官绅共建，1796年竣工，1851年遭到毁坏而停办。1909年春，鄂东革命党人借修孔庙之机在回车书院成立黄州同盟会，书院遗址位于今湖北黄冈麻城市夫子河镇土库村方家畈。创办初期，学院拥有数十间学宫，近百亩田产，是黄麻两县兴学教士的重地，书院外立有“官员人等至此下马”的石碑。20世纪90年代初，黄麻两县民众自发集资在回车书院遗址旁修建护圣宫（民间称“圣庙”）。

## 当代发现
2004年4月8日，文物部门在夫子河畔护圣宫外，发现了毁于20世纪60年代的回车书院“官员人等至此下马”的石碑，同时还发现刻有清代地方官绅捐赀维修回车书院的石碑。

## 研究专著

### 中国研究
- 新洲县志编纂委员会. 《新洲县志 （页面存档备份，存于）》. 武汉出版社. 1992年.[18]
- 白新良. 《中国古代书院发展史》. 天津大学出版社. 1995年.[19]
- 严仪周. 《麻城县志 （页面存档备份，存于）》. 红旗出版社. 1996年.[20]
- 张正明等. 《湖北通史: 明清卷》. 华中师范大学出版社. 1999年.[21]

### 外国研究
- 罗威廉（William T.Rowe）. 《红雨：一个中国县七百年的暴力史》. 斯坦福大学出版社. 2007年. [22]